# Fritillaria amana
Fritillaria amana är en liljeväxtart som först beskrevs av Edward Martyn Rix, och fick sitt nu gällande namn av R.Wallis och R.B.Wallis. Fritillaria amana ingår i Klockliljesläktet och i familjen liljeväxter.
Artens utbredningsområde är Turkiet. Inga underarter finns listade.